# Chikolopola
Chikolopola è una circoscrizione rurale (rural ward) della Tanzania situata nel distretto rurale di Masasi, regione di Mtwara. Conta una popolazione di 7 219 abitanti (censimento 2012).